# Betty Humby Beecham
Betty Humby Beecham (* 1908 in London; † 2. September 1958 in Buenos Aires) war eine englische Pianistin.
Humby war in den 1920er Jahren für die Musikagentur Ibbs and Tillett tätig. Als Organisatorin einer Konzertreihe im Londoner
Cambridge Theater lernte sie 1937 Sir Thomas Beecham kennen. Im April 1939 trat sie beim London Music Festival als Pianistin auf. 1940 gab sie Konzerte für die Evakuierten der deutschen Bombardements von London in Kirchen Süd- und Westenglands.
1941 ging Humby in die USA, wo sie im Februar als Pianistin debütierte und Beechum wiedertraf, der mit ihr im Juni des Jahres eine
Rundfunkaufnahme des Klavierkonzertes von Frederick Delius einspielte.  Dies war der Anfang einer Zusammenarbeit, die bis zum Tode
Humbys fortdauerte.
Im Februar 1943 heirateten Beecham und Humby, die während der Kriegsjahre unter Beechums Leitung Klavierkonzerte u. a. von Mozart, das g-Moll-Konzert von Camille Saint-Saëns und das Konzert von Delius aufführte. 1944 komponierte Beecham für sie ein Konzert nach Stücken von Georg Friedrich Händel, das sie 1945 mit dem London Philharmonic Orchestra aufnahm.
Im Oktober des Jahres entstand eine Aufnahme des Delius-Konzertes mit dem London Philharmonic Orchestra, im Dezember 1946 eine weitere mit dem Royal Philharmonic Orchestra, die auf Schallplatte erschien.